# Кућа у Новим Бановцима
Кућа у Новим Бановцима, насељеном месту у општини Стара Пазова, подигнута је 1751. године као војнограничарска зграда. Као непокретно културно добро представља споменик културе од великог значаја.

## Положај и изглед зграде
Саграђена је у 18. веку као зграда, која се, вероватно, налазила у саставу војне касарне, јер је на мапи из 1730. године, на месту где су данас Нови Бановци, убележена војна касарна. Позната је под називом мензулана – поштанска зграда или поштанска станица.
Саграђена је као угаона грађевина, правоугаоне основе, масивне градње, који доминира околином. Пошто се налази на терену који има знатан нагиб, сокл на западној страни је сасвим низак, док је на јужној знатно виши. Зидана је опеком великог формата и малтерисана је. Зидови су дебели, масивни, а димњаци високи и озидани. Кров је четвороводни, висок и стрм, а кровни покривач је бибер цреп. Фасаде су једноставне, без декоративне обраде. Главна фасада, оријентисана према западу, има пет правоугаоних прозора у низу и асиметрично постављена увучена врата. На јужној фасади су два, такође, правоугаона прозора. Са дворишне стране налази се трем са дрвеним стубовима. По начину градње и архитектонским елементима кућа у данашњој Светосавској улици бр. 63  има све карактеристике војнограничарских објеката који су грађени на овом терену.
Конзерваторски радови изведени су 1999. године.